# 蒂萨布劳
蒂萨布劳（匈牙利語：Tiszabura）是匈牙利亚斯-瑙吉孔-索尔诺克州所辖的一个村，总面积45.20平方公里，总人口2844，人口密度62.9人/平方公里（2010年1月1日）。